# Cupa României 2023/24
Der Cupa României 2023/24 war die 86. Austragung des rumänischen Pokalwettbewerbs der Männer. Der Titelverteidiger war Sepsi OSK Sfântu Gheorghe, die aber nach der Gruppenphase ausschied. Sieger wurde der Zweitligist Corvinul Hunedoara nach Elfmeterschießen im Finale gegen Oțelul Galați. Dadurch qualifizierte sich Corvinul Hunedoara für die 1. Qualifikationsrunde der UEFA Europa League 2024/25. Zum vierten Mal in der Pokalgeschichte kommt der Sieger aus der zweiten Liga.

## Teilnehmende Teams
| Liga 1 (16) | Liga 1 (16) | Liga II (12) | Liga II (12) | Liga III (12)                                                                                         | Liga III (12)                                                                                      |
| --- | --- | --- | --- | --- | -------------------------------------------------------------------------------------------------- |
| - FC Argeș Pitești - FC Botoșani - FC Chindia Târgoviște - CFR Cluj 1 - Farul Constanța 1 - FCSB Bukarest 1 - FC Hermannstadt - CS Mioveni | - Petrolul Ploiești 1 - Rapid Bukarest 1 - Sepsi OSK Sfântu Gheorghe 1 - FC Universitatea Craiova 1 - CS Universitatea Craiova 1 - Universitatea Cluj - UTA Arad - FC Voluntari | - CS Concordia Chiajna - Dinamo Bukarest - CSC Dumbrăvița - Gloria Buzău - Metaloglobus Bukarest - Oțelul Galați | - FC Politehnica Iași - FK Csíkszereda Miercurea Ciuc - CSC 1599 Şelimbăr - Steaua Bukarest - Unirea Dej - Unirea Slobozia | - CSM Alexandria - FC Bacău - FC Bihor Oradea - Ceahlăul Piatra Neamț - Corvinul Hunedoara - CSM Deva | - Phoenix Buziaș - ACS Progresul Pecica - CS Tunari - Viitorul Ianca - Viitorul Șimian - SCM Zalău |

## Modus
In den Play-offs mit 32 Mannschaften spielten auch die acht schlechtesten Teams der Liga 1. In der Gruppenphase wurden die 16 Sieger und die besten acht Teams der 1. Liga in vier Gruppen à 6 Mannschaften aufgeteilt. In allen Runden wurden die Begegnungen in einem Spiel entschieden. Bei unentschiedenem Ausgang in den Play-offs und ab dem Viertelfinale gab es eine Verlängerung von zweimal 15 Minuten und gegebenenfalls ein Elfmeterschießen.

## Play-offs
|                       | Ergebnis  |                               |
| --------------------- | --------- | ----------------------------- |
| 29. August 2023       |           |                               |
| FC Bacău              | 1:3       | Oțelul Galați                 |
| CSC 1599 Şelimbăr     | 1:2       | FC Voluntari                  |
| Phoenix Buziaș        | 0:3       | FC Chindia Târgoviște         |
| CSM Deva              | 0:2       | Gloria Buzău                  |
| Metaloglobus Bukarest | 1:2       | Dinamo Bukarest               |
| 30. August 2023       |           |                               |
| FC Bihor Oradea       | 1:0       | FC Argeș Pitești              |
| CSM Alexandria        | 1:0       | CS Concordia Chiajna          |
| Unirea Dej            | 0:1       | Steaua Bukarest               |
| CS Mioveni            | 0:2       | FC Botoșani                   |
| ACS Progresul Pecica  | 4:1       | Viitorul Șimian               |
| Viitorul Ianca        | 0:5       | CS Tunari                     |
| Corvinul Hunedoara    | 4:2       | FK Csíkszereda Miercurea Ciuc |
| 31. August 2023       |           |                               |
| Ceahlăul Piatra Neamț | 2:4       | Universitatea Cluj            |
| SCM Zalău             | 3:0       | FC Politehnica Iași           |
| Unirea Slobozia       | 2:5 n. V. | FC Hermannstadt               |
| CSC Dumbrăvița        | 0:1       | UTA Arad                      |

## Gruppenphase
Die Gruppenphase wurde im Schweizer System ausgetragen. Die 24 qualifizierten Vereine wurden bei der Auslosung in drei Töpfe verteilt:
| Topf 1 | Topf 2 | Topf 3 |
| --- | --- | --- |
| - Farul Constanța (I) - FCSB Bukarest (I) - CFR Cluj (I) - CS Universitatea Craiova (I) - Rapid Bukarest (I) - Sepsi OSK Sfântu Gheorghe (I) - FC Universitatea Craiova (I) - Petrolul Ploiești (I) | - FC Voluntari (I) - Universitatea Cluj (I) - FC Botoșani (I) - FC Hermannstadt (I) - UTA Arad (I) - Dinamo Bukarest (I) - Oțelul Galați (I) - FC Chindia Târgoviște (II) | - Steaua Bukarest (II) - Gloria Buzău (II) - Corvinul Hunedoara (II) - CSM Alexandria (II) - CS Tunari (II) - FC Bihor Oradea (III) - SCM Zalău (III) - ACS Progresul Pecica (III) |

### Gruppe A
| Pl. | Verein                    | Sp. | S | U | N | Tore    | Diff. | Punkte |
| --- | ------------------------- | --- | - | - | - | ------- | ----- | ------ |
| 1.  | Corvinul Hunedoara        | 3   | 3 | 0 | 0 | 009:000 | +9    | 09     |
| 2.  | FC Hermannstadt           | 3   | 2 | 1 | 0 | 008:100 | +7    | 07     |
| 3.  | Petrolul Ploiești         | 3   | 2 | 1 | 0 | 006:300 | +3    | 07     |
| 4.  | Sepsi OSK Sfântu Gheorghe | 3   | 0 | 2 | 1 | 003:400 | −1    | 02     |
| 5.  | FC Chindia Târgoviște     | 3   | 0 | 0 | 3 | 000:500 | −5    | 0      |
| 6.  | ACS Progresul Pecica      | 3   | 0 | 0 | 3 | 001:140 | −13   | 0      |

|                           | HUN | PEC | CHI | HER | SEP | PLO |
| Corvinul Hunedoara        |     | –   | 2:0 | –   | 1:0 | –   |
| ACS Progresul Pecica      | 0:6 |     | –   | 0:6 | –   | 1:2 |
| FC Chindia Târgoviște     | –   | –   |     | 0:1 | –   | 0:2 |
| FC Hermannstadt           | –   | –   | –   |     | 1:1 | –   |
| Sepsi OSK Sfântu Gheorghe | –   | –   | –   | –   |     | –   |
| Petrolul Ploiești         | –   | –   | –   | –   | 2:2 |     |

### Gruppe B
| Pl. | Verein             | Sp. | S | U | N | Tore    | Diff. | Punkte |
| --- | ------------------ | --- | - | - | - | ------- | ----- | ------ |
| 1.  | Universitatea Cluj | 3   | 2 | 1 | 0 | 008:200 | +6    | 07     |
| 2.  | CFR Cluj           | 3   | 1 | 2 | 0 | 004:200 | +2    | 05     |
| 3.  | Rapid Bukarest     | 3   | 1 | 2 | 0 | 003:100 | +2    | 05     |
| 4.  | Steaua Bukarest    | 3   | 1 | 1 | 1 | 004:500 | −1    | 04     |
| 5.  | CSM Alexandria     | 3   | 1 | 0 | 2 | 005:700 | −2    | 03     |
| 6.  | FC Botoșani        | 3   | 0 | 0 | 3 | 002:900 | −7    | 0      |

|                    | STE | ALE | UNI | BOT | RAP | CFR |
| Steaua Bukarest    |     | –   | 1:3 | –   | 0:0 | –   |
| CSM Alexandria     | 2:3 |     | –   | 2:1 | –   | 1:3 |
| Universitatea Cluj | –   | –   |     | –   | –   | 1:1 |
| FC Botoșani        | –   | –   | 0:4 |     | 1:3 | –   |
| Rapid Bukarest     | –   | –   | –   | –   |     | 0:0 |
| CFR Cluj           | –   | –   | –   | –   | –   |     |

### Gruppe C
| Pl. | Verein                   | Sp. | S | U | N | Tore    | Diff. | Punkte |
| --- | ------------------------ | --- | - | - | - | ------- | ----- | ------ |
| 1.  | FC Universitatea Craiova | 3   | 2 | 1 | 0 | 004:100 | +3    | 07     |
| 2.  | Oțelul Galați            | 3   | 1 | 2 | 0 | 008:500 | +3    | 05     |
| 3.  | FCSB Bukarest            | 3   | 1 | 1 | 1 | 003:300 | ±0    | 04     |
| 4.  | Dinamo Bukarest          | 3   | 0 | 3 | 0 | 005:500 | ±0    | 03     |
| 5.  | SCM Zalău                | 3   | 1 | 0 | 2 | 003:600 | −3    | 03     |
| 6.  | FC Bihor Oradea          | 3   | 0 | 1 | 2 | 002:500 | −3    | 01     |

|                          | ZAL | ORA | OȚE | DIN | FCU | FCSB |
| SCM Zalău                |     | 2:1 | 1:4 | –   | 0:1 | –    |
| FC Bihor Oradea          | –   |     | –   | 1:1 | –   | 0:2  |
| Oțelul Galați            | –   | –   |     | –   | –   | 1:1  |
| Dinamo Bukarest          | –   | –   | 3:3 |     | 1:1 | –    |
| FC Universitatea Craiova | –   | –   | –   | –   |     | 2:0  |
| FCSB Bukarest            | –   | –   | –   | –   | –   |      |

### Gruppe D
| Pl. | Verein                   | Sp. | S | U | N | Tore    | Diff. | Punkte |
| --- | ------------------------ | --- | - | - | - | ------- | ----- | ------ |
| 1.  | CS Universitatea Craiova | 3   | 2 | 1 | 0 | 006:000 | +6    | 07     |
| 2.  | FC Voluntari             | 3   | 1 | 2 | 0 | 003:100 | +2    | 05     |
| 3.  | Gloria Buzău             | 3   | 1 | 1 | 1 | 003:300 | ±0    | 04     |
| 4.  | UTA Arad                 | 3   | 1 | 1 | 1 | 002:200 | ±0    | 04     |
| 5.  | CS Tunari                | 3   | 0 | 3 | 0 | 003:300 | ±0    | 03     |
| 6.  | Farul Constanța          | 3   | 0 | 0 | 3 | 000:700 | −7    | 0      |

|                          | BUZ | TUN | UTA | VOL | FAR | CSU |
| Gloria Buzău             |     | –   | 1:2 | –   | 1:0 | –   |
| CS Tunari                | 1:1 |     | –   | 1:1 | –   | 1:1 |
| UTA Arad                 | –   | –   |     | 0:0 | –   | 0:1 |
| FC Voluntari             | –   | –   | –   |     | 2:0 | –   |
| Farul Constanța          | –   | –   | –   | –   |     | –   |
| CS Universitatea Craiova | –   | –   | –   | –   | 4:0 |     |

## Viertelfinale
Die vier Gruppensieger spielen zuhause gegen die jeweils Gruppenzweiten
|                          | Ergebnis              |                 |
| ------------------------ | --------------------- | --------------- |
| 2. April 2024            |                       |                 |
| Corvinul Hunedoara       | 4:0                   | CFR Cluj        |
| 3. April 2024            |                       |                 |
| FC Universitatea Craiova | 0:0 n. V. (2:4 i. E.) | FC Voluntari    |
| Universitatea Cluj       | 1:0                   | FC Hermannstadt |
| 4. April 2024            |                       |                 |
| CS Universitatea Craiova | 0:1 n. V.             | Oțelul Galați   |

## Halbfinale
|                    | Ergebnis |                    |
| ------------------ | -------- | ------------------ |
| 17. April 2024     |          |                    |
| Corvinul Hunedoara | 3:1      | FC Voluntari       |
| 18. April 2024     |          |                    |
| Oțelul Galați      | 2:1      | Universitatea Cluj |

## Finale
| Paarung            | Corvinul Hunedoara – Oțelul Galați |
| Ergebnis           | 2:2 n. V., 3:2 i. E. |
| Datum              | 15. Mai 2024 |
| Stadion            | Stadionul Municipal, Hermannstadt |
| Zuschauer          | 11.703 |
| Schiedsrichter     | Marcel Bîrsan (Bukarest) |
| Tore               | 0:1 Anes Rušević (27.) 1:1 Marius Coman (39.) 1:2 Anes Rušević (58., Foulelfmeter) 2:2 Antoniu Manolache (74.) Elfmeterschießen: 0:1 Juri Cisotti Marius Coman Pablo Gaitán 1:1 Antoniu Manolache João Lameira 2:1 Antonio Bradu Costin Ghiocel Nicolae Pîrvulescu 2:2 Miguel Silva 3:2 Andrei Hergheligiu |
| Corvinul Hunedoara | Ștefan Lefter – Mihai Velisar, Antoniu Manolache, Viorel Lică (90.+2' Marius Chindriș), Flavius Iacob – Denis Hrezdac (119. Andrei Hergheligiu), Antonio Bradu, Nicolae Pîrvulescu, Alexandru Neacșa (88. Ionuț Pop), Marius Lupu – Marius Coman Cheftrainer: Florin Maxim                                 |
| Oțelul Galați      | Eduard Pap – Miguel Silva, Jonathan Cissé, François Yabré (120. Costin Ghiocel), Milen Schelew – João Lameira, Diego Živulić, Juri Cisotti – Anes Rušević (75. Pablo Gaitán), Ștefan Bodișteanu (66. Răzvan Tănasă), Frédéric Maciel (75. Aly Mallé) Cheftrainer: Dorinel Munteanu                         |
| Gelbe Karten       | Lică (25.), Neacșa (34.), Pop (108.) – Cisotti (34.), Silva (72.), Cissé (90.+9') |